# Thomas Szécsényi
Pour les articles homonymes, voir Szécsényi.
Thomas Szécsényi (né vers 1285 et mort en 1354) est un notable hongrois, membre de la famille noble hongroise Szécsényi, ayant occupé d'importantes fonction au XIVe siècle dans le Royaume de Hongrie.

## Biographie
Thomas Szécsényi, fils de Farkas Szécsényi, rejoignit le roi Charles Ier contre le puissant Máté Csák III en 1301. Ses parents qui eux prêtèrent allégeance à Csák conservèrent[Passage contradictoire] les terres familiales. Il combattit à la bataille de Rozgony le 15 juin 1312 lorsque les armées du roi mirent en échec les troupes alliées de Máté Csák et des fils d’Amadé Aba. Peu de temps après, le roi offrit à Thomas les terres de Hollókő qui étaient alors en possession de ses parents. En 1316, il occupa le château de Visegrád appartenant à Máté Csák. Il devint gouverneur (ispán) des comitats d’Arad, Bács et Szerém (1318) et magistrat des Coumans (1319). En 1320, il devint maître du trésor de la reine. À la même époque, il épousa en secondes noces un membre de la famille de la reine Élisabeth, Anna d'Auschwitz. Après la mort de Máté Csák en 1321, le roi lui offrit de nombreux châteaux et possessions dans les comitats de Heves, Gömör et Nógrád. Ainsi, il reçut les châteaux d’Ajnácskő, Baglyaskő, Bene (en), Somoskő et Sztrahora. La même année, il devint voïvode de Transylvanie. Il mit fin à la rébellion des Saxons de Transylvanie (1324) et le roi lui offrit le château de Salgó. En 1342, il devint officier auprès du maître du trésor du roi et en 1349 devint juge royal.